# Leonard Straszyński
Leonard Ludwik Straszyński (ur. 1827 w Tokarówce, zm. 1879 w Żytomierzu) – polski malarz i litograf. 

## Życiorys
Urodził się w Tokarówce w guberni kijowskiej, na terenie obecnej Ukrainy. Syn Wilhelma Straszyńskiego. 
Po ukończeniu nauki w gimnazjum w Kijowie, od 1847 studia artystyczne odbywał w Cesarskiej Akademii Sztuk Pięknych w Petersburgu. Malarstwo studiował u profesora Aleksieja Markowa. W 1850 odznaczony małym srebrnym medalem za portret króla Leara. W 1854 nagrodzony złotym medalem za obraz Śmierć Ricchio odznaczający się wyjątkową ekspresją. Studia ukończył w 1855 z wielkim złotym medalem. Jego obraz dyplomowy Wallenstein, herzog Frydlandu, pogromca protestantów i postrach rodów feudalnych, przybywa z żołnierzami, jako zwycięzca, do zdobytego zamku jednego z władców protestanckich zakupiła rodzina cesarska. Otrzymał stypendium zagraniczne na okres sześciu lat i wyjechał do Paryża w 1856. Wkrótce przeniósł się do Brukseli. Zwiedził Niemcy i Włochy (w 1860 był w Rzymie).
Uzyskał tytuł akademika petersburskiej Cesarskiej Akademii Sztuk Pięknych w 1862. W muzeum akademickim eksponowane są portrety kardynałów Mazarina i Richelieu jego autorstwa. Był członkiem rzymskiej Academia di Quiritta. Około 1867 wyjechał do Londynu, gdzie pozostał do 1871. Po powrocie do kraju mieszkał w Warszawie i Żytomierzu. 
Malował portrety, obrazy o tematyce historyczno-rodzajowej i religijnej. Posługiwał się różnymi technikami, obok olejnej także akwarelą i pastelem, tworzył rysunki. W ostatnich latach życia zmuszony zaprzestać pracy artystycznej wskutek paraliżu rąk.